# إيما نوبل
إيما نوبل (بالإنجليزية: Emma Noble)‏ هي عارضة وممثلة بريطانية، ولدت في 26 يونيو 1971 في Sidcup ‏ في المملكة المتحدة.

## وصلات خارجية
- إيما نوبل على موقع IMDb (الإنجليزية)
- إيما نوبل على موقع قاعدة بيانات الفيلم (الإنجليزية)